# Christian Krohg (político)
Christian Krohg (15 de enero de 1777–10 de noviembre de 1828) fue un consejero de estado noruego sin ministerio en 1814, miembro del Consejo de la División de Estado en Estocolmo (1815–1816), ministro del Interior y ministro de Finanzas en 1816, ministro de Educación y Asuntos de la Iglesia (1816–1817), así como jefe de ministerio de la Policía en 1817, Ministro de Educación y Asuntos de la Iglesia y Ministro de Justicia en 1817, Ministro de Justicia (1817–1818), así como jefe del Ministerio de Policía en 1818 y el consejero del estado sin ministerio en 1818.
Se desempeñó como Asesor General de la Real Sociedad Noruega de Ciencias y Letras desde 1820 hasta su muerte. Krogh fue el abuelo de Christian Krohg, el pintor y autor del mismo nombre.